# Isobel Campbell
Isobel Campbell, (Glasgow, 1976. április 27. –) skót énekesnő, dalszerző, gitáros, csellista.

## Pályafutása
Nem vagyok direkt kudarc, de nem vagyok elég sikeres ahhoz, hogy a dolgok könnyen menjenek.
Isobel Campbell tizenkilencévesen a Belle & Sebastian indie pop zenekar tagjaként vált ismertté, de aztán otthagyta az együttest, hogy szólókarrierbe kezdjen. Először The Gentle Waves néven, később pedig saját nevével lépett fel. Campbell műfajtól függetlenül Campbell gyengéd és komor zenét készít, gyakran klasszikus hangszereket használva.
A Belle & Sebastiant 1996-ban alapította Stuart Murdoch és Stuart David. Az azonos nevű gyerekkönyv után nevezték el magukat Belle & Sebastiannak. Murdoch volt az énekes az első két albumukon, ahol Isobel Campbell csellón, és ütőhangszereken járszott és háttérvokált énekelt. A klasszikusan képzett csellóművész Campbell billentyűs hangszereken is játszott. Campbell társszerzője volt a 20 legjobb brit lemezüknek, a „Legal Man"-nek.
a „Is It Wicked Not Care?” című számban már Campbell szólista volt. A zenekar következő albuma a „Fold Your Hands Child, You Walk Like a Peasant” volt. Ezen az albumon egy nagyobb vonós szekció is szerepelt, Campbell énekelte a „Family Tree”-t, és duettet adott elő Stevie Jacksonnal (Beyond the Sunrise).
2002-t egy filmzene-album felvételével töltötték. Campbell 2002 tavaszán, az észak-amerikai turnéjuk közepén elhagyta a zenekart. A Snow Patrol 1998-as debütáló albumán Campbell a „NYC” című dalt énekelte el.
1999-ben kiadta első szólóalbumát „The Green Fields of Foreverland” címmel. Campbell 2002-ben együttműködött Bill Wells skót dzsessz-zenésszel a Creeping Bent által kiadott Billie Holiday dalok gyűjteményén. 2003-ban új albumot adott ki Amorino néven a saját neve alatt. Bill Wells ezen is szerepelt itt. Következő albuma, a 2006-os Ballad of the Broken Seas Mark Lanegannel közösen készült, és a kritikusok jól fogadták.
Negyedik stúdióalbuma 2006. október 23-án jelent meg „Milkwhite Sheets” címmel. A lemez tradicionális brit dalokat tartalmaz, továbbá és Campbell által írt dalokat is.
Campbell 2004 áprilisában Campbell kiadott egy EP-t a Screaming Trees és a Queens of the Stone Age egykori énekesével, Mark Lanegan-nel, „Time Is Just the Same” címmel. Campbell az album számainak többségét Glasgow-ban írta és rögzítette, Lanegan pedig Los Angelesben vokálozott. Az albumot jelölték a 2006-os Mercury-díjra. Lanegan és Campbell négy brit koncertet adott 2007 januárjában.
2007-ben a duó felvette a második közös albumot Sunday at Devil Dirt címmel. 2010-ben megjelent a harmadik közös album Lanegannel. A pár turnézott, hogy népszerűsítse az albumot. 2013 júliusában bejelentették, hogy Campbell és Lanegan hivatalosan is véget vetett zenei együttműködésének.
2020-ban Isobel Campbell kiadta stúdióalbumát „There Is No Other” címmel. 2022-ben Campbell franciául énekelt Jérôme Didelot-val, az Orwell együttes vezetőjével.
Campbell Skóciában, Glasgow-ban él.

## Albumok

### Stúdióalbumok
- 1999: The Green Fields of Foreverland
- 2000: Swansong for You
- 2003: Amorino
- 2006: Milkwhite Sheets
- 2020: There Is No Other

### Mark Lanegannal
- 2006: Ballad of the Broken Seas
- 2008: Sunday at Devil Dirt
- 2008: keep me in mind sweatheart (EP)
- 2010: Hawk

## Fordítás
Ez a szócikk részben vagy egészben  az   Isobel Campbell című angol Wikipédia-szócikk ezen változatának fordításán alapul.  Az eredeti cikk szerkesztőit annak laptörténete sorolja fel. Ez a jelzés csupán a megfogalmazás eredetét és a szerzői jogokat jelzi, nem szolgál a cikkben szereplő információk forrásmegjelöléseként.